# Heteroponera carinifrons
Heteroponera carinifrons är en myrart som beskrevs av Mayr 1887. Heteroponera carinifrons ingår i släktet Heteroponera och familjen myror. Inga underarter finns listade i Catalogue of Life.